# Santa María del Mar, Nicaragua
Santa María del Mar är en badort och en comarca i kommunen El Viejo i Nicaragua. Den ligger vid Stillahavskusten i landets västra del, vid en lång sandstrand mellan Jiquilillo och Aserradores. Comarcan har 218 invånare (2005).